# Hanne Hogness
Hanne Hogness (Trondheim, 16 de febrero de 1967) es una exjugadora de balonmano noruega. Consiguió 2 medallas olímpicas de plata.